# Nattvakten – Demons are Forever
Nattvakten – Demons are Forever (originaltitel: Nattevagten – Dæmoner går i arv) är en dansk thriller- och skräckfilm från 2023. Filmen är regisserad av Ole Bornedal, som även skrivit filmens manus. Filmen är en forsättning på Bornedals film Nattvakten från 1994.
Filmen hade premiär i Danmark den 14 december 2023 och hade biopremiär i Sverige den 17 maj 2024.

## Handling
Filmen kretsar kring Emma som trots sina föräldrars goda avsikter fått stora delar av sin uppväxt präglad av deras gemensamma trauma. När Emma börjar gräva i den makabra historien runt seriemördaren Wörmer är det inte bara onda minnen som återvänder till ytan.

## Rollista (i urval)
- Fanny Leander Bornedal – Emma
- Nikolaj Coster-Waldau – Martin
- Kim Bodnia – Jens
- Paprika Steen – kommissarie Kramer
- Alex Høgh Andersen – Frederik
- Sonja Richter – Gunver
- Ulf Pilgaard – kriminalinspektör Wörmer
- Nina Terese Rask – Maria
- Christopher Læssø – Johan
- Casper Kjær Jensen
- Niels Anders Thorn
- Vibeke Hastrup
- Tina Gylling Mortensen
- Amanda Collin